# Hans Delmotte
Pour les articles homonymes, voir Delmotte.
Hans Delmotte, né le 15 décembre 1917 à Liège et mort par suicide en 1945, est un médecin SS belge du camp de concentration d'Auschwitz.

## Éléments biographiques
Issu d'une riche famille d'industriels, l'Obersturmführer Hans Delmotte était l'assistant de Josef Mengele à l'Institut d'hygiène de la Waffen-SS. Au début, il a refusé de participer aux sélections, allant jusqu'à dire à ses supérieurs : « Vous pouvez m'envoyer au front ou me gazer, mais je ne le ferai pas ». À la fin de l'automne 1944, il fut finalement persuadé de participer à des sélections. Pour sa thèse, Delmotte s'est fait assister par un prisonnier juif docteur et professeur. Pour cette recherche, Delmotte a participé à des expériences de typhus sur des prisonniers à Auschwitz. Sa thèse, « contributions à la physiologie pathologique de la sécrétion gastrique dans la fièvre typhoïde », était déjà terminée en 1944.
Après l'évacuation d'Auschwitz en janvier 1945, Delmotte a brièvement continué à travailler au camp de concentration de Dachau. En essayant de retourner en Belgique, il a été arrêté par des membres de l'armée américaine. Durant son transfert vers une prison, Delmotte est parvenu à se suicider en se tirant une balle.